# Caixa d'Estalvis (Vilassar de Mar)
La Caixa d'Estalvis és un edifici del municipi de Vilassar de Mar (Maresme) que forma part de l'Inventari del Patrimoni Arquitectònic de Catalunya.

## Descripció

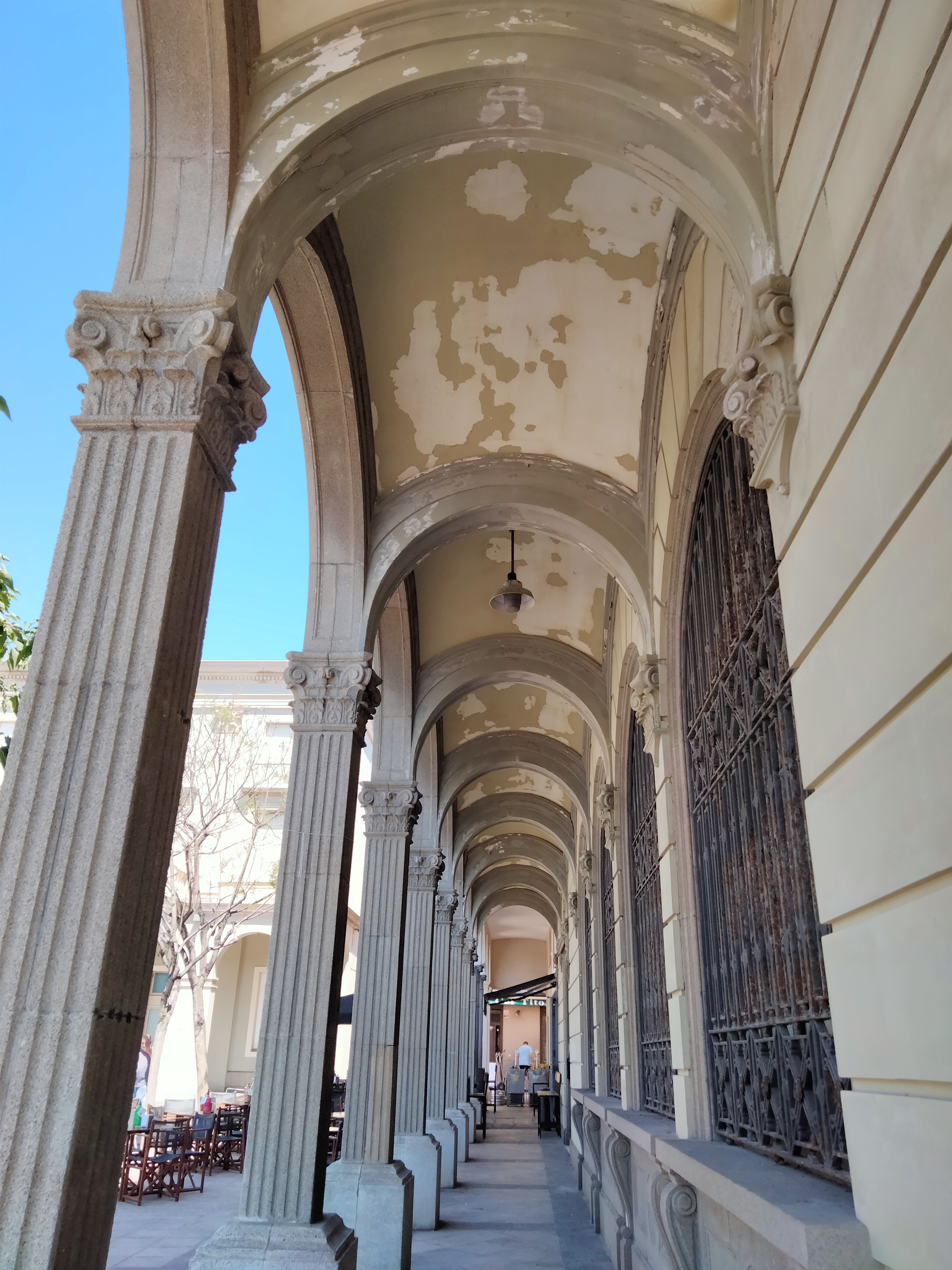
Detall de la porxada

És un edifici civil caracteritzat pel seu gran eix longitudinal. Consta d'una planta baixa porxada i dos pisos. Està cobert per una teulada de dues vessants amb el carener paral·lel a la façana. Tot el conjunt es caracteritza pel seu marcat aire neoclàssic fruit de la reforma de 1950 (l'aspecte anterior era el de l'extrem esquerre del conjunt). Les columnes originals han estat recobertes adquirint la forma de pilars quadrats amb capitells clàssics, s'han col·locat frontons triangulars i circulars damunt les finestres que recorren l'amplada de la façana principal i la lateral dreta, el segon pis ha estat cegat i la teulada ha estat tapada per una balustrada clàssica. A l'angle de l'edifici, pilastres adossades amb capitells clàssics travessen tot el primer pis. L'aspecte general és del d'un historicisme basat en el Renaixement.

## Història
L'obra original fou realitzada l'any 1845 per Jaume vives, mestre d'obres, i reformada l'any 1950 per Josep Maria Ribas i Casas, arquitecte. Durant molts anys fou el cafè i centre d'esbarjo més important de la vila, anomenat inicialment "El Foment" i posteriorment "El Casino". Actualment és una caixa d'estalvis.